# T.H. White
T.H. White, właśc. Terence Hanbury White,  (ur. 29 maja 1906, zm. 17 stycznia 1964) – brytyjski pisarz, urodzony w Bombaju.
Po ukończeniu Queens’ College na Uniwersytecie Cambridge przez jakiś czas był nauczycielem w Stowe w hrabstwie Buckinghamshire, po czym poświęcił się pisaniu. Interesował się myślistwem, lataniem, polowaniem z jastrzębiami i wędkarstwem. Był zawołanym przyrodnikiem.
Największą sławę zyskał dzięki cyklowi powieści Był sobie raz na zawsze król, stanowiącego retelling legendy arturiańskiej opisanej w Le Morte d’Arthur przez Thomasa Malory’ego.

## Publikacje
Cykl Był sobie raz na zawsze król (The Once and Future King)
- Miecz dla Króla (The Sword in the Stone, 1938)
- Wiedźma z lasu (The Witch in the Wood, 1939)
- Rycerz spod Ciemnej Gwiazdy (The Ill-Made Knight, 1940) – wyd. pol. Solaris, Stawiguda 2008, przeł. Jolanta Kozak, ISBN 978-83-7590-003-3
- Świeca na wietrze (The Candle in the Wind, 1958) – wyd. pol. Solaris, Stawiguda 2009, przeł. Jolanta Kozak, ISBN 978-83-7590-004-0
- Księga Merlina (The Book of Merlyn, 1977) – wyd. pol. Solaris, Stawiguda 2009, przeł. Jolanta Kozak, ISBN 978-83-7590-005-7